# Polytrichum jensenii
Polytrichum jensenii là một loài Rêu trong họ Polytrichaceae. Loài này được I. Hagen miêu tả khoa học đầu tiên năm 1898.